# فيرا وليامز
فيرا وليامز (بالإنجليزية: Vera Williams)‏ هي رسامة توضيحية وكاتِبة وكاتبة للأطفال أمريكية، ولدت في 28 يناير 1927 في هوليوود في الولايات المتحدة، وتوفيت في 16 أكتوبر 2015 في ناروسبورغ في الولايات المتحدة.